# Susan Helms

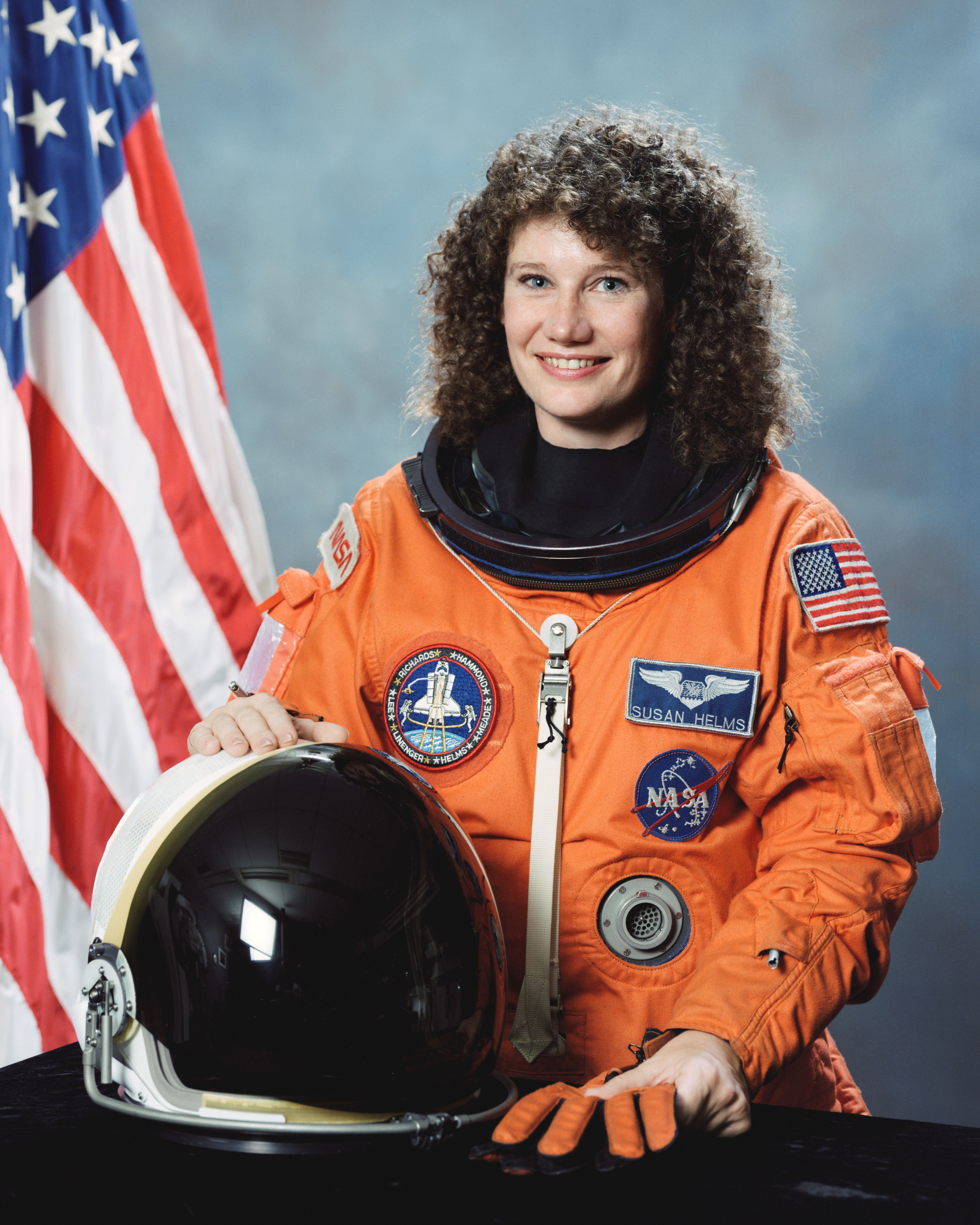
Susan Helms

Susan Jane Helms (Charlotte (North Carolina), 26 februari 1958) is een Amerikaanse astronaute.
Ze heeft gestudeerd aan de USAF academie en werd geselecteerd als astronaute op 17 januari 1990.
Ze verbleef, met de STS-54 in 1993, de STS-64 in 1994, de STS-78 in 1996, de STS-101 in 2000 en de STS-102/STS-105 in 2001, totaal 210 dagen 23 uur en 6 minuten in de ruimte.